# ホブルディーズ
ホブルディーズ（HOBBLEDEES）は、日本のバンド。現在はインディーズで活動中。

## メンバー
- 市川武也（ボーカル、ギター、1968年6月16日 - ）
- 小島誠（ウッドベース、1968年7月1日 - ）
- 塩入文彦（ドラムス、1968年11月21日 - ）
- 高橋大地（ギター、1977年9月18日 - ）
- 吉沢紀里香（トロンボーン、2月11日 - ）
- 北村恭子（アコーディオン、1977年9月17日 - ）

### 元メンバー
- 堀ビリー（バンジョー）
- 宮沢正則（アコーディオン、1973年1月5日 - ）

## 経歴
- 1989年11月、長野県で市川武也、小島誠、塩入文彦の3人で結成。
- 1990年、NHK主催のアマチュアバンドコンテスト「BSヤングバトル」関東甲信越大会に出場。規定時間オーバーで失格になったものの審査員特別賞を受賞。
- 1991年、THE BLUE HEARTSのツアーのオープニングアクトを務める。
- 1992年12月2日、シングル「オウムの唄」でソニーからデビュー。
- 1993年4月、ツアー「フロンティア兄弟と車移動」
- 1993年、宮沢りえに楽曲「赤い花」（5月21日発売）を提供（作詞・作曲：市川武也）。
- 1993年10月、ツアー「天狗になっても大移動」
- 1994年6月、ツアー「GOLDEN POOR BOYSの暴走」
- 1995年、RUDEBONES、SUPER STUPIDらと共にオムニバスアルバム『ULTIMETE FAST BEAT』に参加（収録曲「WHEN A MAN LOVES A MAN」）。この曲を最後に事務所を辞める。
- 1995年、この頃より活動休止。
- 1998年、新メンバー宮沢正則、堀ビリーが加入し、活動再開。
- 2002年、イギリスのサイコビリーバンドディメンティド・アー・ゴーのトリビュートアルバム『A TRIBUTE TO DEMENTED ARE G』」に参加（収録曲「GOD GOOD LOVIN’」）。
- 2003年、堀ビリーが脱退。
- 2003年、オムニバスアルバム『ROTAR ARE GO Vol.2』に参加（収録曲「赤い花」「あんなに」）。
- 2004年11月12日、ラフベリーディッティーズとのスプリット・アルバム『BILL&AMIGO』発売。
- 2004年、初DVD『ムービーショウ』発売。
- 2006年、高橋大地が加入。
- 2007年、吉沢紀里香が加入。
- 2009年、宮沢正則が脱退。
- 2009年4月11日、結成20周年記念ライブを行う。シングル「BEAR」発売。
- 2009年、北村恭子が加入。
- 2009年、オムニバスアルバム『RUSTIC STOMP 2009』に参加（収録曲「ビールの泡よ花となれ」「B.A.D」）。
- 2011年、10年ぶりのフルアルバム『NO LOVE, NO HAPPINESS 〜愛無き者に幸せは無し〜』リリース。

## ディスコグラフィー

### シングル
- オウムの唄（1992/12/2） ※C/W 月夜の星空
- ミイラ（1993/9/22） ※C/W 赤い花
- 心の鐘（1994/4/21） ※C/W アレルギーターザン
- SONG FOR YOU（1994/8/21） ※C/W オウムの逆襲(地獄のテクノファイター・ヴァージョン)
- 鋼の翼（2004/8/8） ※インディーズ（アナログ盤）
- BEAR（2009/4/11） ※B・A・D/ミカルベの空 の3曲入り

### アルバム
- フロンティア兄弟と大富豪（1993/4/21）
- 逆転BIG NOSE（1993/10/21）
- GOLDEN POOR BOYS（1994/6/1）
- ALL THE YOUNG COWS（2001/10/10） ※インディーズ
- NO LOVE, NO HAPPINESS 〜愛無き者に幸せは無し〜（2011/8/10） ※インディーズ